# كوني بوث
كوني بوث (بالإنجليزية: Connie Booth)‏ هي كاتبة سيناريو ومعالجة نفسية وممثلة أمريكية، ولدت في 31 يناير 1944 بإنديانابوليس في الولايات المتحدة.

## أعمال

### أفلام
- (1975) مونتي بايثون والكأس المقدسة

## وصلات خارجية
- كوني بوث على موقع IMDb (الإنجليزية)
- كوني بوث على موقع روتن توميتوز (الإنجليزية)
- كوني بوث على موقع ألو سيني (الفرنسية)
- كوني بوث على موقع ميوزك برينز (الإنجليزية)
- كوني بوث على موقع أول موفي (الإنجليزية)
- كوني بوث على موقع قاعدة بيانات الأفلام السويدية (السويدية)
- كوني بوث على موقع إن إن دي بي (الإنجليزية)
- كوني بوث على موقع ديسكوغز (الإنجليزية)
- كوني بوث على موقع قاعدة بيانات الفيلم (الإنجليزية)
- كوني بوث على موقع كينوبويسك (الروسية)